# Chanasma
Chanasma è una suddivisione dell'India, classificata come municipality, di 15.819 abitanti, situata nel distretto di Patan, nello stato federato del Gujarat. In base al numero di abitanti, la città rientra nella classe IV (da 10.000 a 19.999 persone).

## Geografia fisica
La città è situata a 23° 43' 0 N e 72° 7' 0 E e ha un'altitudine di 60 m s.l.m..

## Società

### Evoluzione demografica
Al censimento del 2001 la popolazione di Chanasma assommava a 15.819 persone, delle quali 8.237 maschi e 7.582 femmine. I bambini di età inferiore o uguale ai sei anni assommavano a 1.609, dei quali 921 maschi e 688 femmine. Infine, coloro che erano in grado di saper almeno leggere e scrivere erano 11.721, dei quali 6.638 maschi e 5.083 femmine.